# Fundación NEOS
La Fundación NEOS es una organización española de carácter cívico y cultural fundada en 2021, que promueve una alternativa basada en valores cristianos tradicionales frente a lo que considera una crisis moral, política y cultural en España. Su nombre es un acrónimo de los cuatro puntos cardinales: Norte, Este, Oeste y Sur, simbolizando su aspiración de convertirse en una "brújula" para la sociedad española.

## Historia
La Fundación NEOS fue impulsada por el exministro del Interior Jaime Mayor Oreja, junto con otras organizaciones como la Fundación Valores y Sociedad, la Fundación Villacisneros y la Asociación Católica de Propagandistas (ACdP). La presentación oficial tuvo lugar el 26 de noviembre de 2021 en Madrid.

## Objetivos y principios
NEOS se define como una alternativa cultural que busca regenerar moral y políticamente España desde los fundamentos cristianos. Sus pilares fundamentales son la defensa de la vida, la familia, la libertad, la verdad, la unidad de España y la Corona. La fundación se opone al relativismo moral, la ideología de género, el aborto, la eutanasia y la Agenda 2030, entre otros.

## Estructura y liderazgo
La Fundación NEOS está presidida por Jaime Mayor Oreja, con María San Gil como vicepresidenta y Javier Martínez-Fresneda como director general. El equipo directivo cuenta con la colaboración de diversas personalidades del ámbito político, académico y social comprometidas con los valores que promueve la fundación.

## Actividades y presencia pública
NEOS organiza conferencias, jornadas y actos públicos en diversas ciudades españolas para difundir sus ideas y propuestas. Entre sus iniciativas destaca el informe "España en el abismo", que analiza la situación política y social del país desde su perspectiva ideológica.
La fundación también ha participado en manifestaciones y actos reivindicativos en defensa de sus principios, como la manifestación del 8 de junio de 2025 en Madrid, donde llamó a reforzar el carácter unitario de la protesta.
NEOS mantiene vínculos con organizaciones internacionales como One of Us y Political Network for Values, que comparten su defensa de los valores cristianos y la vida. En el ámbito nacional, colabora con entidades como Enraizados y Qveremos, formando una red de asociaciones que promueven una agenda conservadora en España.

## Críticas y controversias
La Fundación NEOS ha sido objeto de críticas por parte de sectores progresistas y medios de comunicación que la califican de ultraconservadora y nacionalcatólica. Se le acusa de intentar influir ideológicamente en la derecha española y de promover una agenda reaccionaria contraria a los avances en derechos civiles y sociales.